# Carnoët
Carnoët (bret. Karnoed) – miejscowość i gmina we Francji, w regionie Bretania, w departamencie Côtes-d’Armor.
Według danych na rok 1990 gminę zamieszkiwało 727 osób, a gęstość zaludnienia wynosiła 17 osób/km² (wśród 1269 gmin Bretanii Carnoët plasuje się na 706. miejscu pod względem liczby ludności, natomiast pod względem powierzchni na miejscu 114.).